# Tổ chức 501(c)
Một tổ chức 501 (c) là một tổ chức phi lợi nhuận trong luật liên bang của Hoa Kỳ theo 26 U.S.C. § 501 và là một trong 29 loại tổ chức phi lợi nhuận được miễn một số thuế thu nhập liên bang. Các phần 503 đến 505 đưa ra các yêu cầu để đạt được các miễn trừ đó. Nhiều tiểu bang đề cập đến Mục 501 (c) cho các định nghĩa về các tổ chức được miễn thuế nhà nước là tốt. Tổ chức 501 (c) có thể nhận được sự đóng góp không giới hạn từ các cá nhân, tập đoàn và đoàn thể.
Ví dụ, một tổ chức phi lợi nhuận có thể được miễn thuế theo mục 501 (c) (3) nếu các hoạt động chính của nó là từ thiện, tôn giáo, giáo dục, khoa học, văn học, thử nghiệm cho an toàn công cộng, thúc đẩy cạnh tranh thể thao nghiệp dư, ngăn chặn sự tàn ác đối với trẻ em, hoặc ngăn chặn sự tàn ác đối với động vật.

## Các loại
Theo Ấn phẩm 557 của IRS, trong phần Biểu đồ tham chiếu của tổ chức, sau đây là danh sách chính xác các loại tổ chức 501 (c) và các mô tả tương ứng của chúng. 
- 501 (c) (1)   - Các tập đoàn được tổ chức theo Đạo luật của Quốc hội (bao gồm Hiệp hội tín dụng liên bang [3] và Hiệp hội cho vay trang trại quốc gia [4])
- 501 (c) (2)   - Các tập đoàn giữ chức danh cho các tổ chức miễn trừ [5]
- 501 (c) (3)   - Tôn giáo, giáo dục, từ thiện, khoa học, văn học, thử nghiệm vì an toàn công cộng, để thúc đẩy cuộc thi thể thao nghiệp dư quốc gia hoặc quốc tế, hoặc phòng chống tàn ác đối với trẻ em hoặc tổ chức động vật
- 501 (c) (4)   - Các tổ chức dân sự, các tổ chức phúc lợi xã hội và các hiệp hội nhân viên địa phương
- 501 (c) (5)   - Tổ chức Lao động, Nông nghiệp và Làm vườn
- 501 (c) (6)   - Giải đấu kinh doanh, Phòng thương mại, Hội đồng quản trị bất động sản, v.v.
- 501 (c) (7)   - Câu lạc bộ xã hội và giải trí
- 501 (c) (8)   - Hiệp hội và hiệp hội thụ hưởng huynh đệ
- 501 (c) (9)   - Hiệp hội người thụ hưởng nhân viên tự nguyện
- 501 (c) (10)   - Hiệp hội huynh đệ và hiệp hội trong nước
- 501 (c) (11)   - Hiệp hội quỹ hưu trí của giáo viên
- 501 (c) (12)   - Hiệp hội bảo hiểm nhân thọ, các công ty mương hoặc thủy lợi lẫn nhau, các công ty điện thoại lẫn nhau hoặc hợp tác, vv
- 501 (c) (13)   - Công ty nghĩa trang
- 501 (c) (14)   - Công đoàn tín dụng nhà nước, quỹ dự trữ lẫn nhau
- 501 (c) (15)   - Các công ty hoặc hiệp hội bảo hiểm tương hỗ
- 501 (c) (16)   - Tổ chức hợp tác để tài trợ cho hoạt động cây trồng
- 501 (c) (17)   - Tín thác trợ cấp thất nghiệp bổ sung
- 501 (c) (18)   - Ủy thác hưu trí nhân viên (được tạo ra trước ngày 25 tháng 6 năm 1959)
- 501 (c) (19)   - Đăng hoặc Tổ chức của các thành viên trong quá khứ hoặc hiện tại của các lực lượng vũ trang
- 501 (c) (20)   - Tổ chức kế hoạch dịch vụ pháp lý nhóm [b]
- 501 (c) (21)   - Ủy thác lợi ích phổi đen
- 501 (c) (22)   - Quỹ thanh toán trách nhiệm rút tiền
- 501 (c) (23)   - Các tổ chức cựu chiến binh [c]
- 501 (c) (24)   - Mục 4049 ERISA tin tưởng [d]
- 501 (c) (25)   - Tập đoàn Title Hold Trust hoặc Trust với nhiều phụ huynh
- 501 (c) (26)   - Tổ chức do nhà nước tài trợ cung cấp bảo hiểm y tế cho các cá nhân có nguy cơ cao
- 501 (c) (27)   - Tổ chức Tái bảo hiểm lao động do nhà nước tài trợ
- 501 (c) (28)   - Ủy thác đầu tư hưu trí đường sắt quốc gia
- 501 (c) (29)   - Tổ chức bảo hiểm y tế phi lợi nhuận đủ tiêu chuẩn [e] low [f]

## Tuân thủ chung
Theo Mục 511, một tổ chức 501 (c) phải chịu thuế đối với " thu nhập kinh doanh không liên quan " của mình, cho dù tổ chức đó có thực sự kiếm được lợi nhuận hay không, nhưng không bao gồm bán hàng hóa được quyên tặng hoặc kinh doanh hoặc thương mại khác do tình nguyện viên thực hiện, hoặc nhất định trò chơi bingo. Việc xử lý hàng hóa được tặng trị giá trên 2.500 đô la hoặc chấp nhận hàng hóa trị giá trên 5.000 đô la cũng có thể kích hoạt các yêu cầu lưu trữ và lưu trữ hồ sơ đặc biệt.
Miễn thuế không tha một tổ chức từ việc duy trì hồ sơ phù hợp và nộp bất kỳ hàng năm hoặc chuyên dùng cần khai thuế, ví dụ, 26 U.S.C. § 6033 và 26 U.S.C. § 6050L. Trước năm 2008, lợi nhuận hàng năm thường không được yêu cầu từ một tổ chức được miễn trừ tích lũy dưới 25.000 đô la thu nhập gộp hàng năm. Kể từ năm 2008, hầu hết các tổ chức có tổng doanh thu hàng năm dưới 50.000 đô la phải nộp tờ khai thông tin hàng năm được gọi là Mẫu 990-N.  Mẫu 990-N phải được gửi bằng điện tử bằng cách sử dụng nhà cung cấp tệp điện tử IRS được ủy quyền. Mẫu 990, Mẫu 990-EZ và Mẫu 990-PF có thể được nộp bằng thư hoặc điện tử thông qua nhà cung cấp tệp điện tử được ủy quyền.
Việc không nộp các khoản hoàn trả bắt buộc, chẳng hạn như Mẫu 990 (Trả lại thuế miễn thuế cho tổ chức) có thể bị phạt tới 250.000 đô la mỗi năm. Miễn trừ hoặc các tổ chức chính trị, ngoại trừ nhà thờ hoặc các tổ chức tôn giáo tương tự, phải thực hiện trả lại, báo cáo, thông báo và các ứng dụng miễn trừ để kiểm tra công khai. Mẫu 990 của tổ chức (hoặc tương tự như hồ sơ công khai như Mẫu 990-EZ hoặc Mẫu 990-PF) có sẵn để kiểm tra công khai và sao chụp tại các văn phòng của tổ chức được miễn, thông qua một yêu cầu bằng văn bản và thanh toán cho các bản sao qua thư từ được miễn tổ chức, hoặc thông qua Mẫu 4506-A yêu cầu "Yêu cầu thanh tra công khai hoặc sao chép hoặc Tổ chức chính trị Mẫu IRS" gửi tới IRS trong ba năm thuế vừa qua. Mẫu 4506-A cũng cho phép kiểm tra công khai hoặc sao chép quyền truy cập vào Mẫu 1023 "Đơn xin công nhận miễn trừ" hoặc Mẫu 1024, Mẫu 8871 "Thông báo về tổ chức chính trị của tình trạng mục 527" và Mẫu 8872 "Báo cáo đóng góp và chi tiêu của tổ chức chính trị". Truy cập Internet vào 990 của nhiều tổ chức và một số hình thức khác có sẵn thông qua GuideStar.  Một số tổ chức nhất định được miễn nộp Mẫu 990, chẳng hạn như nhà thờ, phụ trợ tích hợp của họ, và các công ước hoặc hiệp hội của các nhà thờ; các hoạt động tôn giáo độc quyền của bất kỳ trật tự tôn giáo; và các tổ chức tôn giáo; và hầu hết các tổ chức có tổng doanh thu hàng năm dưới 5.000 đô la. Không nộp hồ sơ trả lại kịp thời như vậy và cung cấp thông tin cụ thể khác cho công chúng cũng bị cấm.
Từ năm 2010 đến 2017, IRS đã thu hồi trạng thái phi lợi nhuận của hơn 760.000 tổ chức phi lợi nhuận vì đã không nộp được mẫu đơn 990.

## 501 (c) (3)
Miễn thuế 501 (c) (3) áp dụng cho các thực thể được tổ chức và hoạt động dành riêng cho mục đích tôn giáo, từ thiện, khoa học, văn học hoặc giáo dục, hoặc để thử nghiệm vì an toàn công cộng, hoặc để thúc đẩy cuộc thi thể thao nghiệp dư quốc gia hoặc quốc tế, hoặc để ngăn chặn sự tàn ác đối với trẻ em hoặc động vật. Miễn trừ 501 (c) (3) cũng áp dụng cho bất kỳ tổ chức cộng đồng, quỹ, hiệp hội hợp tác hoặc tổ chức nào được tổ chức và hoạt động dành riêng cho các mục đích đó. Ngoài ra còn có các tổ chức hỗ trợ, thường được gọi là các tổ chức tốc ký là "Những người bạn của". 26 U.S.C. § 170, cung cấp một khoản khấu trừ, cho các mục đích thuế thu nhập liên bang, cho một số nhà tài trợ đóng góp từ thiện cho hầu hết các loại tổ chức 501 (c) (3), trong số những người khác.
Các tổ chức được mô tả trong mục 501 (c) (3) bị cấm tiến hành các hoạt động chiến dịch chính trị để can thiệp vào các cuộc bầu cử đến văn phòng công cộng. Mặt khác, các tổ chức từ thiện công cộng (nhưng không phải là cơ sở tư nhân) có thể tiến hành một số lượng hạn chế vận động hành lang để ảnh hưởng đến pháp luật. Mặc dù luật pháp quy định rằng "Không có phần đáng kể..." của các hoạt động từ thiện công cộng có thể đi đến vận động hành lang, các tổ chức từ thiện có thể đăng ký một cuộc bầu cử 501 (h) cho phép họ tiến hành hợp pháp các hoạt động vận động hành lang miễn là chi tiêu tài chính của họ không vượt quá số lượng quy định. 501 (c) (3) tổ chức có nguy cơ mất tình trạng miễn thuế nếu bất kỳ quy tắc nào trong số này bị vi phạm.
Một tổ chức 501 (c) (3) được phép tiến hành một số hoặc tất cả các hoạt động từ thiện của mình bên ngoài Hoa Kỳ. Đóng góp của các nhà tài trợ cho tổ chức 501 (c) (3) chỉ được khấu trừ thuế nếu đóng góp cho việc sử dụng tổ chức 501 (c) (3) và tổ chức 501 (c) (3) không chỉ đơn thuần phục vụ như một đại lý hoặc ống dẫn của một tổ chức từ thiện nước ngoài. Thủ tục bổ sung được yêu cầu của 501 (c) (3) tổ chức là cơ sở tư nhân.

## 501 (c) (4)
Một tổ chức 501 (c) (4) là một tổ chức phúc lợi xã hội, chẳng hạn như một tổ chức dân sự hoặc một hiệp hội khu phố. Một tổ chức được IRS coi là hoạt động dành riêng cho việc thúc đẩy phúc lợi xã hội nếu chủ yếu tham gia vào việc thúc đẩy lợi ích chung và phúc lợi chung của người dân trong cộng đồng. Thu nhập ròng phải được sử dụng riêng cho mục đích từ thiện, giáo dục hoặc giải trí.

Theo The Washington Post, các tổ chức 501 (c) (4): 
... Được phép tham gia chính trị, miễn là chính trị không trở thành trọng tâm chính của họ. Điều đó có nghĩa là trong thực tế là họ phải chi ít hơn 50 phần trăm tiền của họ cho chính trị. Chừng nào họ không chạy theo ngưỡng đó, các nhóm có thể ảnh hưởng đến các cuộc bầu cử mà họ thường làm thông qua quảng cáo.

### Hoạt động được phép
501 (c) (4) tương tự 501 (c) (5) và 501 (c) (6) ở chỗ các tổ chức có thể thông báo cho công chúng về các chủ đề gây tranh cãi và cố gắng ảnh hưởng đến pháp luật liên quan đến chương trình của mình  và, Không giống như các tổ chức 501 (c) (3), họ cũng có thể tham gia các chiến dịch và bầu cử chính trị, miễn là hoạt động chính của họ là thúc đẩy phúc lợi xã hội và liên quan đến mục đích của tổ chức.
Việc miễn thuế thu nhập cho các tổ chức 501 (c) (4) áp dụng cho hầu hết các hoạt động của họ, nhưng thu nhập chi cho các hoạt động chính trị, nói chung, việc vận động một ứng cử viên cụ thể trong một cuộc bầu cử là chịu thuế. Một tổ chức "hành động" thường đủ điều kiện là một tổ chức 501 (c) (4). Một tổ chức "hành động" là một tổ chức có các hoạt động bao gồm, hoặc độc quyền, vận động hành lang trực tiếp hoặc cơ sở liên quan đến vận động hoặc chống lại pháp luật hoặc đề xuất, hỗ trợ hoặc chống lại pháp luật liên quan đến mục đích của nó.
Một tổ chức 501 (c) (4) có thể trực tiếp hoặc gián tiếp hỗ trợ hoặc phản đối một ứng cử viên cho văn phòng công cộng miễn là các hoạt động đó không phải là một số lượng đáng kể các hoạt động của nó.
Một tổ chức 501 (c) (4) mà các hành lang phải đăng ký với Thư ký của Nhà nếu tổ chức này vận động các thành viên của Nhà hoặc nhân viên của họ. Tương tự như vậy, một tổ chức 501 (c) (4) phải đăng ký với Bộ trưởng Thượng viện nếu tổ chức này vận động các thành viên của Thượng viện hoặc nhân viên của họ. Ngoài ra, tổ chức 501 (c) (4) phải thông báo cho các thành viên của mình số tiền họ chi cho vận động hành lang hoặc trả thuế proxy cho Dịch vụ doanh thu nội bộ. Chi phí vận động hành lang và chi phí chính trị không được khấu trừ như chi phí kinh doanh.

#### Truyền thông bầu cử
Việc sử dụng các tổ chức 501 (c) (4), 501 (c) (5) và 501 (c) (6) đã bị ảnh hưởng bởi FEC 2007. Wisconsin Right to Life, Inc., trong đó Tòa án tối cao đã đánh vào phần của Đạo luật McCain-Feingold đã cấm 501 (c) (4), 501 (c) (5) và 501 (c) (6) phát sóng truyền thông bầu cử. Đạo luật định nghĩa một giao tiếp bầu cử là một giao tiếp đề cập đến tên của ứng cử viên 60 ngày trước một chính hoặc 30 ngày trước một cuộc tổng tuyển cử.

### Đóng góp
Đóng góp cho các tổ chức 501 (c) (4) không được khấu trừ thuế như các khoản đóng góp từ thiện trừ khi tổ chức này là một đội cứu hỏa tình nguyện hoặc một tổ chức cựu chiến binh. Các khoản phí hoặc đóng góp cho các tổ chức 501 (c) (4) có thể được khấu trừ như một khoản chi phí kinh doanh theo IRC 162, mặc dù số tiền được trả cho can thiệp hoặc tham gia vào bất kỳ chiến dịch chính trị nào, vận động hành lang trực tiếp, vận động hành lang và liên hệ với một số quan chức liên bang không được khấu trừ. Nếu một 501 (c) (4) tham gia vào một số lượng đáng kể các hoạt động này, thì chỉ số tiền phí hoặc đóng góp có thể được quy cho các hoạt động khác có thể được khấu trừ như một chi phí kinh doanh.
Tổ chức phải cung cấp thông báo cho các thành viên của mình trong đó có ước tính hợp lý về số tiền liên quan đến vận động hành lang và chi tiêu cho chiến dịch chính trị, nếu không, nó phải chịu thuế ủy nhiệm đối với chi phí vận động hành lang và chiến dịch chính trị. Nó cũng phải nói rằng các khoản đóng góp cho tổ chức không được khấu trừ như các khoản đóng góp từ thiện trong quá trình gây quỹ.
Một tổ chức 501 (c) (4) không bắt buộc phải công khai các nhà tài trợ của họ, ngoại trừ các tổ chức thực hiện chi tiêu độc lập vào năm 2018. Việc thiếu công bố hoàn toàn trước đây đã dẫn đến việc sử dụng rộng rãi các điều khoản 501 (c) (4) cho các tổ chức đang tích cực tham gia vận động hành lang, và đã gây tranh cãi. Bị chỉ trích là " tiền đen tối ", chi tiêu từ các tổ chức này cho quảng cáo chính trị đã vượt quá chi tiêu từ Super PAC. Chi tiêu của các tổ chức không tiết lộ các nhà tài trợ của họ đã tăng từ dưới 5,2 triệu đô la năm 2006 lên hơn 300 triệu đô la trong mùa bầu cử 2012.
Mọi tổ chức, bao gồm cả tổ chức 501 (c) (4), rõ ràng ủng hộ việc bầu hoặc đánh bại một ứng cử viên chính trị cụ thể và chi hơn 250 đô la trong một năm dương lịch phải tiết lộ tên của mỗi người đã đóng góp hơn 200 đô la trong thời gian năm dương lịch với Ủy ban bầu cử liên bang. Ủy ban bầu cử liên bang được yêu cầu thực thi điều khoản này dựa trên quyết định của tòa án liên bang năm 2018.

### Lịch sử
Nguồn gốc của các tổ chức 501 (c) (4) bắt nguồn từ Đạo luật Doanh thu năm 1913, đã tạo ra một nhóm các tổ chức được miễn thuế mới dành riêng cho phúc lợi xã hội, tiền thân của Bộ luật Thu nhập Nội bộ Phần 501 (c) (hiện tại). 4).
Đạo luật bảo vệ người Mỹ khỏi thuế tăng thuế năm 2015 đã đưa ra một yêu cầu mới đối với các tổ chức 501 (c) (4). Trong vòng 60 ngày kể từ ngày thành lập tổ chức, một tổ chức 501 (c) (4) được yêu cầu nộp Mẫu 8976 với Dịch vụ Doanh thu Nội bộ như thông báo rằng tổ chức này đang hoạt động như một tổ chức theo mục 501 (c) (4). Dịch vụ doanh thu nội bộ sẽ xác nhận đã nhận được thông báo, nhưng xác nhận không phải là một quyết định rằng tổ chức đủ điều kiện cho tình trạng được miễn thuế theo mục 501 (c) (4). Tổ chức 501 (c) (4) không bắt buộc phải gửi thông báo nếu tổ chức được thành lập vào hoặc trước ngày 8 tháng 7 năm 2016 và tổ chức này đã nộp đơn xin thư xác định sử dụng Mẫu 1024 hoặc nộp Mẫu 990 từ ngày 19 tháng 12 năm 2015 và ngày 8 tháng 7 năm 2016.
Kể từ tháng 1 năm 2018, đơn xin công nhận miễn trừ như một tổ chức 501 (c) (4) là một hình thức mới, Mẫu 1024-A, thay vì Mẫu 1024.
Từ năm 2010 đến 2017, số lượng tổ chức 501 (c) (4) đã giảm từ gần 140.000 xuống dưới 82.000. Trong năm 2017, các cuộc hủy bỏ của 501 (c) (4) nhóm bao gồm 58%, thường chỉ chiếm 15% trong tổng số các tổ chức phi lợi nhuận bị IRS thu hồi vì không nộp được mẫu đơn 990.

## 501 (c) (5)
Một tổ chức 501 (c) (5) là một tổ chức lao động, một tổ chức nông nghiệp hoặc một tổ chức làm vườn. Công đoàn lao động, hội chợ hạt và xã hội hoa là những ví dụ về các loại nhóm này. Các tổ chức công đoàn là một ân nhân chính của loại hình tổ chức này, có từ thế kỷ 19. Theo Sở Thuế vụ, một tổ chức 501 (c) (5) có nhiệm vụ cung cấp dịch vụ cho các thành viên trước tiên. Lợi ích của tổ chức có thể không có hiệu lực đối với một thành viên cụ thể, nhưng các quy tắc mua sắm khác nhau giữa ba loại tổ chức khác nhau trong phân khúc này. Một tổ chức 501 (c) (5) có thể đóng góp không giới hạn cho công ty, cá nhân hoặc công đoàn.
Một tổ chức lao động có thể trả lợi ích cho các thành viên của mình vì việc trả các lợi ích giúp cải thiện điều kiện làm việc chung của tất cả các thành viên. Một tổ chức nông nghiệp có thể cung cấp hỗ trợ tài chính cho các thành viên của mình để cải thiện điều kiện của những người tham gia vào các hoạt động nông nghiệp nói chung. Thành viên có thể hưởng lợi theo cách ngẫu nhiên từ các hoạt động được miễn trừ của tổ chức miễn là lợi ích có sẵn cho tất cả mọi người.

### Lịch sử
Sự miễn trừ đầu tiên đối với các tổ chức lao động từ thuế thu nhập doanh nghiệp đã được ban hành như một phần của Đạo luật thuế quan Payne hay Aldrich năm 1909.
Đạo luật Doanh thu năm 1913 đã loại trừ "các tổ chức lao động, nông nghiệp hoặc làm vườn" khỏi trách nhiệm thuế thu nhập.

### Đóng góp và hoạt động
Giống như các tổ chức 501 (c) (4) và 501 (c) (6), các tổ chức 501 (c) (5) cũng có thể thực hiện một số hoạt động chính trị. 501 (c) (5) các tổ chức được phép cố gắng tác động đến pháp luật có liên quan đến lợi ích chung của các thành viên.
501 (c) (5) tổ chức có thể nhận được sự đóng góp không giới hạn từ các tập đoàn, cá nhân và công đoàn. Tên và địa chỉ của những người đóng góp không bắt buộc phải có sẵn để kiểm tra công khai. Tất cả các thông tin khác, bao gồm số tiền đóng góp, mô tả về đóng góp không trả tiền và bất kỳ thông tin nào khác, được yêu cầu phải có sẵn để kiểm tra công khai trừ khi xác định rõ ràng người đóng góp.
Một khoản phí thành viên công đoàn được trả cho một tổ chức 501 (c) (5) nói chung là một chi phí kinh doanh thông thường và cần thiết. Các khoản phí thành viên được khấu trừ thuế hoàn toàn trừ khi một phần đáng kể của các hoạt động của tổ chức 501 (c) (5) bao gồm hoạt động chính trị, trong trường hợp đó, việc khấu trừ thuế chỉ được phép đối với phần phí thành viên dành cho các hoạt động khác.
Do các hiệp hội liên quan đến đánh bắt và đánh bắt hải sản gặp khó khăn trong việc giảm giá bưu chính, năm 1976, Quốc hội đã thành lập Bộ luật Doanh thu Nội bộ Mục 501 (5) để định nghĩa "nông nghiệp" là nghệ thuật hoặc khoa học canh tác đất, thu hoạch cây trồng hoặc thủy sản tài nguyên, hoặc chăn nuôi.
Mọi tổ chức, bao gồm một tổ chức 501 (c) (5), rõ ràng ủng hộ việc bầu cử hoặc đánh bại một ứng cử viên chính trị cụ thể và chi hơn 250 đô la trong một năm dương lịch phải tiết lộ tên của mỗi người đã đóng góp hơn 200 đô la trong thời gian năm dương lịch với Ủy ban bầu cử liên bang. Ủy ban bầu cử liên bang được yêu cầu thực thi điều khoản này dựa trên quyết định của tòa án liên bang năm 2018.

## 501 (c) (6)
Một tổ chức 501 (c) (6) là một liên minh kinh doanh, các phòng thương mại như Phòng Thương mại Hoa Kỳ, một hội đồng bất động sản, một hội đồng thương mại, một hiệp hội thể thao chuyên nghiệp hoặc một tổ chức như Viện Điện Edison và Công nghiệp An ninh Hiệp hội, không được tổ chức vì lợi nhuận và không có phần thu nhập ròng nào mang lại lợi ích cho bất kỳ cổ đông tư nhân hoặc cá nhân nào.

### Tiêu chuẩn miễn
Một liên minh kinh doanh có thể đủ điều kiện nếu đó là một hiệp hội của những người có lợi ích kinh doanh chung, mục đích của họ là thúc đẩy lợi ích kinh doanh chung và hoạt động của họ cải thiện điều kiện kinh doanh hơn là thực sự tiến hành kinh doanh. Các thành viên của tổ chức phải cùng thương mại, kinh doanh, nghề nghiệp hoặc nghề nghiệp để đủ điều kiện. Một phòng thương mại hoặc hội đồng thương mại có thể đủ điều kiện vì những lý do tương tự ngoại trừ việc họ có thể thúc đẩy lợi ích kinh tế chung của tất cả các doanh nghiệp thương mại trong một thương mại hoặc cộng đồng nhất định.
Một hiệp hội sẽ không đủ điều kiện nếu các hoạt động chính của nó bao gồm đảm bảo lợi ích và thực hiện các dịch vụ cụ thể cho các thành viên.
Một hiệp hội thúc đẩy lợi ích chung của một số người có sở thích nhất định sẽ không đủ điều kiện vì Dịch vụ doanh thu nội bộ không coi sở thích là hoạt động được thực hiện như các doanh nghiệp.
Một tổ chức có hoạt động chính là quảng cáo sản phẩm hoặc dịch vụ của các thành viên không đủ điều kiện vì tổ chức đang thực hiện dịch vụ cho các thành viên thay vì thúc đẩy lợi ích chung. Tuy nhiên, nếu hoạt động chính của một tổ chức là quảng cáo toàn bộ sản phẩm hoặc dịch vụ của toàn bộ thành viên, thì tổ chức đó thường sẽ đủ điều kiện nếu họ cũng thực hiện các dịch vụ khác cho các thành viên của mình.

### Đóng góp và hoạt động
Giống như các tổ chức 501 (c) (4) và 501 (c) (5), các tổ chức 501 (c) (6) cũng có thể thực hiện một số hoạt động chính trị. 501 (c) (6) các tổ chức được phép cố gắng tác động đến pháp luật có liên quan đến lợi ích kinh doanh chung của các thành viên.
Một tổ chức 501 (c) (6) có thể nhận được sự đóng góp không giới hạn từ các tập đoàn, cá nhân và công đoàn. Tên và địa chỉ của những người đóng góp không bắt buộc phải có sẵn để kiểm tra công khai, ngoại trừ tổ chức 501 (c) (6) thực hiện chi tiêu độc lập. Tất cả các thông tin khác, bao gồm số tiền đóng góp, mô tả các khoản đóng góp không dùng tiền mặt và bất kỳ thông tin nào khác, được yêu cầu phải có sẵn để kiểm tra công khai trừ khi xác định rõ ràng người đóng góp. Phòng Thương mại Hoa Kỳ là một tổ chức chính trị lớn và Freedom Partners đã sử dụng tư cách là tổ chức 501 (c) (6) để quyên góp và phân phối hơn 250 triệu đô la trong các chiến dịch bầu cử năm 2012 mà không tiết lộ các nhà tài trợ. Sự tồn tại của nhóm không được công khai cho đến gần một năm sau cuộc bầu cử.
Phí thành viên của một doanh nghiệp được trả cho một tổ chức 501 (c) (6) nói chung là một chi phí kinh doanh thông thường và cần thiết. Các khoản phí thành viên được khấu trừ thuế hoàn toàn trừ khi một phần đáng kể của các hoạt động của tổ chức 501 (c) (6) bao gồm hoạt động chính trị, trong trường hợp đó, việc khấu trừ thuế chỉ được phép đối với phần phí thành viên dành cho các hoạt động khác.
Mọi tổ chức, bao gồm cả tổ chức 501 (c) (6), rõ ràng ủng hộ việc bầu hoặc đánh bại một ứng cử viên chính trị cụ thể và chi hơn 250 đô la trong một năm dương lịch phải tiết lộ tên của mỗi người đã đóng góp hơn 200 đô la trong thời gian năm dương lịch với Ủy ban bầu cử liên bang. Ủy ban bầu cử liên bang được yêu cầu thực thi điều khoản này dựa trên quyết định của tòa án liên bang năm 2018.

### Lịch sử
Tiền thân của IRC 501 (c) (6) đã được ban hành như một phần của Đạo luật Doanh thu năm 1913  có thể do Phòng Thương mại Hoa Kỳ yêu cầu miễn trừ cho các tổ chức "dân sự" và "thương mại" phi lợi nhuận, dẫn đến IRC 501 (c) (4) cho các tổ chức "công dân" phi lợi nhuận và IRC 501 (c) (6) cho các tổ chức "định hướng thương mại" phi lợi nhuận. Đạo luật Doanh thu năm 1928 đã sửa đổi quy chế để bao gồm các hội đồng bất động sản. Năm 1966, các giải bóng đá chuyên nghiệp đã được thêm vào các tổ chức được mô tả.
Đạo luật Doanh thu năm 1913 liên quan đến các giải bóng đá chuyên nghiệp có cả điều khoản chống độc quyền và thuế: Điều khoản chống độc quyền được ban hành để cho phép sáp nhập Giải bóng đá Quốc gia và Hoa Kỳ để đi tiếp mà không sợ thách thức chống độc quyền theo Đạo luật chống độc quyền năm 1914 Đạo luật Ủy ban Thương mại Liên bang 1914. Sửa đổi IRC 501 (c) (6) đã được ban hành vào năm 1966 để đảm bảo rằng sự miễn trừ của một giải bóng đá chuyên nghiệp sẽ không bị nguy hiểm vì nó quản lý quỹ hưu trí của các cầu thủ. Ngoài ra, việc miễn trừ của một giải đấu thể thao chuyên nghiệp sẽ không bị nguy hiểm vì nguồn doanh thu chính của nó là bán quyền phát sóng truyền hình cho các trò chơi của mình vì việc phát sóng các trò chơi làm tăng nhận thức của công chúng về môn thể thao này.
Vào năm 2013, Thượng nghị sĩ Tom Coburn đã đưa ra luật để không cho phép miễn thuế cho National Football League, Hiệp hội những người chơi golf chuyên nghiệp và các tổ chức thể thao chuyên nghiệp khác. Coburn ước tính khoản miễn thuế trị giá 100 triệu đô la, nhưng ông nói rằng ông không thể khiến các thành viên khác của Quốc hội ủng hộ luật pháp.

## 501 (c) (7)
Một tổ chức 501 (c) (7) là một câu lạc bộ xã hội hoặc giải trí được tổ chức cho mục đích giải trí, giải trí và các mục đích phi lợi nhuận khác. Các thành viên phải chia sẻ lợi ích và có một mục tiêu chung hướng đến niềm vui và giải trí, và tổ chức phải tạo cơ hội tiếp xúc cá nhân giữa các thành viên. Các cơ sở và dịch vụ của tổ chức phải được mở cho các thành viên và khách của họ. Tổ chức phải là một câu lạc bộ của các cá nhân và không cá nhân nào có thể kiếm được lợi nhuận từ thu nhập ròng của tổ chức. Ví dụ bao gồm các hiệp hội cựu sinh viên đại học; tình huynh đệ đại học hoặc trường đại học điều hành nhà chương cho sinh viên; câu lạc bộ đồng quê; câu lạc bộ thể thao nghiệp dư; câu lạc bộ ăn tối cung cấp một nơi gặp gỡ, thư viện và phòng ăn cho các thành viên; câu lạc bộ sở thích; và câu lạc bộ vườn.

### Hoạt động
Một lượng đáng kể các hoạt động của tổ chức 501 (c) (7) phải liên quan đến các hoạt động xã hội và giải trí cho các thành viên. Không quá 35 phần trăm tổng doanh thu của nó có thể xuất phát từ những người không phải là thành viên và không quá 15 phần trăm tổng doanh thu của nó được phép sử dụng bởi các cơ sở hoặc dịch vụ của công chúng. Một tổ chức vượt quá các giới hạn này có thể mất trạng thái 501 (c) (7).
Khi một nhóm gồm tám cá nhân trở xuống, ít nhất một trong số đó là thành viên, sử dụng các cơ sở của tổ chức và thành viên trả tiền cho các cá nhân khác, Dịch vụ Doanh thu Nội bộ sẽ cho rằng những người không phải là khách của thành viên và doanh thu là được coi là có nguồn gốc từ các thành viên. Tương tự, nếu ít nhất 75 phần trăm một nhóm sử dụng các cơ sở câu lạc bộ là thành viên của tổ chức, Dịch vụ doanh thu nội bộ sẽ cho rằng những người không phải là khách của thành viên và doanh thu được coi là có được từ thành viên. Trách nhiệm của tổ chức là duy trì các hồ sơ này. Nếu tổ chức không lưu giữ đủ hồ sơ để liên kết doanh thu với thành viên, Dịch vụ doanh thu nội bộ giả định doanh thu đến từ một tháng không.
Tổ chức này phải chịu thuế thu nhập doanh nghiệp không liên quan cho doanh thu có được từ việc sử dụng các cơ sở và dịch vụ không phải là tháng, các khoản khấu trừ ít được phép. Nếu tổ chức bán tài sản trước đây được sử dụng cho mục đích giải trí hoặc xã hội, số tiền thu được sẽ không được coi là thu nhập kinh doanh không liên quan miễn là số tiền thu được được tái đầu tư vào tổ chức.
Một tổ chức 501 (c) (7) không thể có chính sách phân biệt đối xử dựa trên chủng tộc, màu da hoặc tôn giáo. Tuy nhiên, một tổ chức 501 (c) (7) được phép giới hạn các thành viên của mình trong một tôn giáo cụ thể để tiếp tục các giáo lý của tôn giáo đó. Một trợ lý của một xã hội lợi ích huynh đệ 501 (c) (8) giới hạn tư cách thành viên đối với các thành viên của một tôn giáo cụ thể cũng được phép làm như vậy. Dịch vụ doanh thu nội bộ đã xác định rằng 501 (c) (7) không bị cấm phân biệt đối xử với các nhóm dân tộc.

### Sự đóng góp
Sự quyên góp của một cá nhân cho tình huynh đệ chỉ là một khoản đóng góp từ thiện được khấu trừ thuế nếu đóng góp "chỉ được sử dụng cho mục đích tôn giáo, từ thiện, khoa học, văn học hoặc giáo dục, hoặc để ngăn chặn sự tàn ác đối với trẻ em hoặc động vật." 

### Lịch sử
Tiền thân của Bộ luật Doanh thu Nội bộ Phần 501 (c) (7) là một phần của Đạo luật Doanh thu năm 1913, quy định miễn thuế cho "các xã hội, đơn đặt hàng hoặc hiệp hội thụ hưởng huynh đệ hoạt động theo hệ thống nhà nghỉ hoặc vì lợi ích riêng của các thành viên của một hội anh em hoạt động theo hệ thống nhà nghỉ ". Quốc hội biện minh cho việc miễn thuế với lý do các thành viên tham gia cùng nhau để cung cấp cho họ tổ chức giải trí hoặc xã hội mà không phải chịu hậu quả về thuế, tương tự như họ đã trả tiền trực tiếp cho các lợi ích. Miễn thuế có sẵn cho các tổ chức hoạt động dành riêng cho niềm vui, giải trí và các mục đích phi lợi nhuận khác.
Năm 1969, Quốc hội đã thông qua một đạo luật quy định rằng các câu lạc bộ xã hội và giải trí được phép tham gia vào một số thu nhập kinh doanh không liên quan, chịu thuế thu nhập.

## 501 (c) (8)
Một tổ chức 501 (c) (8) là một xã hội có lợi cho huynh đệ.

### Đủ điều kiện
Xã hội phải có các thành viên của một cuộc gọi, giải trí hoặc nghề nghiệp tương tự, hoặc các thành viên làm việc cùng nhau để hoàn thành một mục tiêu xứng đáng. Các thành viên đã liên kết với nhau để giúp đỡ lẫn nhau và thúc đẩy sự nghiệp chung. Xã hội phải có tài liệu bằng văn bản về các tiêu chuẩn đủ điều kiện của mình cho thành viên, các lớp thành viên, một quá trình nhập học, và các quyền và đặc quyền của các thành viên.
Các thành viên phải có một mối ràng buộc chung, có thể dựa trên niềm tin tôn giáo, giới tính, nghề nghiệp, dân tộc hoặc các giá trị chung.
Xã hội phải có một cơ quan quản lý tối cao và các nhà nghỉ cấp dưới, trong đó các thành viên được bầu, khởi xướng hoặc kết nạp theo luật pháp của nó. Cơ quan quản lý tối cao nên bao gồm các đại biểu được bầu trực tiếp bởi các thành viên hoặc hội đồng trung gian.
Xã hội phải cung cấp lợi ích cho các thành viên, có thể bao gồm bảo hiểm nhân thọ, bảo hiểm y tế, học bổng, chương trình giáo dục, cơ hội du lịch và chương trình giảm giá. Doanh thu được tạo ra từ việc cung cấp lợi ích cho những người không phải là thành viên phải là không đáng kể đối với xã hội và có thể phải chịu thuế vì thu nhập kinh doanh không liên quan.

### Lịch sử
Các xã hội lợi ích huynh đệ theo dõi dòng dõi của họ trở lại thông qua các xã hội cùng có lợi, xã hội thân thiện và cuối cùng đến các bang hội thời trung cổ. Nhiều xã hội lợi ích huynh đệ được thành lập để phục vụ nhu cầu của người nhập cư và các nhóm phục vụ khác , những người có chung các liên kết tôn giáo, sắc tộc, giới tính, nghề nghiệp hoặc các giá trị chung.
Mục 38 của Đạo luật thuế quan Payne về Aldrich năm 1909 là luật đầu tiên cung cấp miễn thuế cho các xã hội thụ hưởng huynh đệ. Việc miễn thuế sau đó được mã hóa thành mục 501 (c) (8) với Bộ luật Thu nhập Nội bộ năm 1954.

## 501 (c) (13)
Một tổ chức 501 (c) (13) là một loại công ty nghĩa trang nhất định.

### Đủ điều kiện
Có hai loại chính của các công ty nghĩa trang đủ điều kiện. Một công ty nghĩa trang lẫn nhau phải là "sở hữu và hoạt động độc quyền vì lợi ích của chủ sở hữu lô đất của họ, những người nắm giữ những lô đất đó cho mục đích chôn cất thực sự và không nhằm mục đích bán lại" hoặc tham gia chôn cất những người nghèo khổ thực hiện các hoạt động từ thiện tương tự. Một tập đoàn nghĩa trang phi lợi nhuận phải được thành lập chỉ nhằm mục đích chôn cất hoặc hỏa táng thi thể và không có phần thu nhập ròng nào mang lại lợi ích cho bất kỳ cổ đông tư nhân hay cá nhân nào. Bất kỳ lợi ích ròng nào của nghĩa trang phải được dành cho các chức năng nghĩa trang nhất định, chẳng hạn như hoạt động, bảo trì và cải tiến của nghĩa trang; mua lại tài sản nghĩa trang; và đầu tư của lợi nhuận ròng để cung cấp thêm thu nhập cho các chức năng nghĩa trang. Lợi nhuận ròng không được phép phân phối cho các cá nhân.
Nghĩa trang có thể hạn chế chôn cất và hỏa táng cho một nhóm người nhất định, chẳng hạn như những người nghèo khổ, những người theo tôn giáo nào đó, hoặc những người sống trong một cộng đồng nhất định, miễn là vẫn phục vụ một nhóm người rộng lớn và hoạt động cho công chúng mục đích, nhưng một tổ chức 501 (c) (13) không được thực thi các hạn chế quá hạn chế.
Một quỹ chăm sóc vĩnh viễn được sử dụng bởi một nghĩa trang tạo ra lợi nhuận để duy trì tài sản nghĩa trang và các lô chôn cất không đủ điều kiện theo 501 (c) (13). Mặt khác, một tổ chức phi lợi nhuận có thể có một quỹ chăm sóc vĩnh viễn mà không gây nguy hiểm cho sự miễn trừ của nó theo Mục 501 (c) (13).
Nghĩa trang sở hữu hoặc vận hành nhà xác, dù là trên cơ sở riêng hay ở nơi khác, không đủ điều kiện theo 501 (c) (13) vì Dịch vụ Doanh thu Nội bộ không coi dịch vụ nhà xác là sự cố nhất định đối với mục đích chôn cất. Việc cung cấp các dịch vụ mai táng truyền thống hỗ trợ trực tiếp và duy trì các nguyên lý và niềm tin cơ bản của một tôn giáo liên quan đến việc chôn cất các thành viên của mình "vẫn có thể đủ điều kiện theo 501 (c) (13).
Một nghĩa trang chôn cất động vật không đủ điều kiện theo 501 (c) (13).
Một công ty nghĩa trang muốn được công nhận theo Mục 501 (c) (13) cần chuẩn bị và nộp Mẫu 1024 với Dịch vụ Doanh thu Nội bộ.

### Đóng góp từ thiện
Đóng góp từ thiện cho một tổ chức 501 (c) (13) được khấu trừ thuế cho nhà tài trợ. Các khoản thanh toán cho việc chăm sóc vĩnh viễn một lô cụ thể hoặc một loại tiền điện tử cụ thể không được coi là đóng góp từ thiện được khấu trừ thuế. Các khoản thanh toán được thực hiện như một phần của giá mua của một lô chôn cất hoặc tiền điện tử không được coi là đóng góp từ thiện được khấu trừ thuế, ngay cả khi một phần của khoản thanh toán dành cho việc chăm sóc vĩnh viễn toàn bộ nghĩa trang. Bequests hoặc quà tặng cho một nghĩa trang 501 (c) (13) không được khấu trừ cho mục đích thuế bất động sản liên bang hoặc mục đích thuế quà tặng.

### Lịch sử
Trong lịch sử, các nghĩa trang được miễn thuế tài sản địa phương và thuế tiêu thụ đặc biệt ở hầu hết các bang vì các tiểu bang thường coi nghĩa trang là thực hiện một dịch vụ dân sự được công nhận.
Đạo luật thuế quan năm 1913 đã cung cấp miễn thuế thu nhập liên bang cho các công ty nghĩa trang lẫn nhau được tổ chức và hoạt động độc quyền "vì lợi ích của các thành viên của họ". Năm 1921, Quốc hội đã gia hạn miễn thuế cho các công ty nghĩa trang không phải là công ty lẫn nhau và các công ty nghĩa trang không hoạt động vì lợi nhuận cũng như bất kỳ công ty nào chỉ hợp nhất để vận hành nghĩa trang và lợi nhuận ròng không mang lại cho bất kỳ ai.
Năm 1970, Quốc hội đã bao gồm hỏa táng trong định nghĩa về nghĩa trang cho các mục đích của Mục 501 (c) (13).

### Các tổ chức miễn thuế khác
- 501 (d)   - Các tổ chức tôn giáo hoặc tông đồ với mục đích điều hành một cộng đồng tôn giáo nơi các thành viên sống một cuộc sống cộng đồng theo các nguyên lý và giáo lý của tổ chức.[124] Tài sản của tổ chức thuộc sở hữu của mỗi cá nhân trong cộng đồng, nhưng khi rời đi, một thành viên không thể rút bất kỳ tài sản nào của cộng đồng.[124] Thu nhập của tổ chức đi vào một kho bạc cộng đồng được sử dụng để thanh toán chi phí hoạt động của tổ chức và hỗ trợ các thành viên và gia đình của họ.[124][125] [a]
- 501 (đ)   - Tổ chức dịch vụ bệnh viện hợp tác được tổ chức để cung cấp dịch vụ cho nhiều bệnh viện được miễn thuế.[126]
- 501 (f)   - Tổ chức dịch vụ hợp tác của các tổ chức giáo dục đầu tư tài sản do mỗi thành viên của tổ chức đóng góp.[127]
- 501 (j)   - Các tổ chức thể thao nghiệp dư tiến hành các cuộc thi thể thao trong nước hoặc quốc tế hoặc phát triển các vận động viên nghiệp dư cho các cuộc thi thể thao quốc gia hoặc quốc tế.[128]
- 501 (k)   - Các trung tâm chăm sóc ban ngày có thể đủ điều kiện được miễn thuế theo Mục 501 (k).[129][130][131] Trung tâm chăm sóc ban ngày phải cung cấp dịch vụ giữ trẻ xa nhà.[130] Ít nhất 85 phần trăm trẻ em được phục vụ phải được chăm sóc trong khi cha mẹ hoặc người giám hộ của họ đang làm việc, tìm kiếm việc làm hoặc một sinh viên toàn thời gian.[132] Hầu hết kinh phí của trung tâm chăm sóc ban ngày phải đến từ phí nhận được cho các dịch vụ chăm sóc ban ngày.[132] Trung tâm chăm sóc ban ngày cũng phải cung cấp dịch vụ chăm sóc trẻ em cho công chúng.[130] Miễn thuế cho một số trung tâm chăm sóc ban ngày là một phần của Đạo luật Giảm thiếu hụt năm 1984.[131]
- 501 (n)   - Nhóm rủi ro từ thiện chứa rủi ro không thể bảo hiểm của các thành viên, đó là các tổ chức từ thiện được miễn thuế.[133]
- 521 (a)   - Hiệp hội hợp tác của nông dân tiếp thị sản phẩm của nông dân thành viên theo giá thị trường, mua hàng ở mức giá bán buôn và chuyển thu nhập cho nông dân thành viên.[134] [a]
- 527   - Các tổ chức chính trị hoạt động chủ yếu để gây quỹ hoặc chi tiền để ảnh hưởng đến việc lựa chọn, đề cử, bầu cử hoặc bổ nhiệm bất kỳ cá nhân nào cho bất kỳ cơ quan công quyền liên bang, tiểu bang hoặc địa phương nào,[135] như các đảng chính trị, ủy ban hành động chính trị và Super PAC.
- 528   - Hiệp hội chủ nhà, hiệp hội quản lý nhà chung cư, hiệp hội quản lý bất động sản nhà ở và hiệp hội timeshare có thể chọn để được miễn thuế thu nhập đối với thu nhập chức năng được miễn trừ của họ theo Mục 528.[136][137][138][139] Ngoài ra, một số hiệp hội chủ nhà có thể đủ điều kiện theo Mục 501 (c) (4) thay vào đó.[136][139] Một hiệp hội chủ nhà chỉ cung cấp các hoạt động xã hội và giải trí có thể đủ điều kiện theo Mục 501 (c) (7).[139]
- 529   - Các kế hoạch học phí đủ điều kiện được điều hành bởi một nhà nước hoặc tổ chức giáo dục.[140]
- 4947 (a) (1)   - Các quỹ tín thác từ thiện không được miễn trừ có quyền lợi từ thiện.[141]
- 4947 (a) (2)   - Tín thác chia lãi.[141]
- 170 (c) (1)   - Các cơ quan chính phủ tại Hoa Kỳ.[142]
- 892 (a)   - Chính phủ nước ngoài.[143][144]
- 892 (b)   - Các tổ chức quốc tế công cộng hoặc hoa hồng chuẩn bị tổ chức quốc tế mà Chính phủ Hoa Kỳ tham gia.[143][144]